# 纳加德车站
纳加德车站（法語：Gare de Nagad）位於吉布提首都吉布提市，目前為吉布提市唯一的鐵路客運車站。

## 簡介
纳加德车站位於吉布提市區南方，為亞吉鐵路的客運列車終點站，該鐵路從納加德火車站向南延伸，可通往埃塞俄比亞首都亞的斯亞貝巴。纳加德车站同時取代了已廢棄的舊吉布提市火車站（原衣索－吉布提鐵路的終點站）。
除了客運外，纳加德车站也是吉布提的主要貨運站，貨運列車從納加德車站可向北延伸到多拉勒港（吉布提港的延伸）。原先货物从吉布提港到亚的斯亚贝巴需要至少一周时间，铁路建成后，客货运输时间将缩短至7小时。
車站由國家鐵路運營商吉布提鐵路公司經營。2017年1月10日，吉布提總統伊斯梅尔·奥马尔·盖莱和埃塞俄比亞總理海爾馬里亞姆·德薩萊尼在新車站舉行了揭幕儀式 。